# 1976年モントリオールオリンピックのオーストラリア選手団
1976年モントリオールオリンピックのオーストラリア選手団（1976ねんモントリオールオリンピックのオーストラリアせんしゅだん）は、1976年7月17日から8月1日にかけてカナダのモントリオールで開催された1976年モントリオールオリンピックのオーストラリア選手団、およびその競技結果。

## 概要
今大会は銀メダル1個、銅メダル4個の合計5個のメダルを獲得した。

## メダル
| メダル | 選手名                 | 競技 | 種目            |
| ------ | ---------------------- | ---- | --------------- |
| 銅     | ステファン・ホーランド | 競泳 | 男子1500m自由形 |